# Дылевко
Дылевко (пол. Dylewko, нем. Elisenhof) — село в Острудском повете Варминьско-Мазурского воеводства Польши, в гмине Грунвальд.
Население: 48 жителей (2012).